# Mohamed Mahnin
Mohamed Mahnin (Oslo, 9 febbraio 1993) è un ex giocatore di calcio a 5 e calciatore norvegese, centrocampista del Grorud.

## Carriera

### Club
Mahnin è attivo sia nel calcio che nel calcio a 5. Per quanto concerne quest'ultima attività, gioca per il Grorud nell'Eliteserien – massima divisione del campionato locale – sin dal 2012-2013. Ha contribuito alle vittorie del campionato 2014-2015 e della Futsal Cup 2013-2014.
Per quanto riguarda l'attività calcistica, è stato nelle giovanili dello Skeid, per cui ha poi esordito in prima squadra in data 23 aprile 2012, subentrando a Torgeir Hoås nel pareggio interno per 1-1 contro il Rosenborg 2, sfida valida per la 1ª giornata della 2. divisjon. Il 21 maggio ha trovato la prima rete, nella vittoria per 4-0 sull'Aalesund 2. Ha totalizzato 18 presenze e 5 reti nel corso di quella stagione.
L'anno successivo è passato al Bærum, sempre in 2. divisjon. Ha debuttato il 14 aprile 2013, quando ha sostituito Eirik Kosi Nervold nel successo per 5-1 sul Førde. Ha contribuito alla promozione in 1. divisjon del Bærum, arrivata al termine di quello stesso campionato.
Ad agosto 2014, Mahnin ha lasciato il Bærum per il Grorud. Ha disputato il primo incontro in squadra il 23 agosto, nella vittoria per 2-0 sull'Ålgård. Il 21 giugno ha segnato la prima rete, nella sconfitta interna per 1-2 contro il Senja.
Il 20 dicembre 2017 è stato reso noto il suo passaggio allo Skeid, in vista della nuova stagione.

## Statistiche

### Presenze e reti nei club
Statistiche aggiornate al 14 gennaio 2024.
| Stagione         | Club             | Campionato       | Campionato | Campionato | Coppe nazionali | Coppe nazionali | Coppe nazionali | Coppe continentali | Coppe continentali | Coppe continentali | Supercoppe | Supercoppe | Supercoppe | Totale | Totale |
| Stagione         | Club             | Comp             | Pres       | Reti       | Comp            | Pres            | Reti            | Comp               | Pres               | Reti               | Comp       | Pres       | Reti       | Pres   | Reti   |
| ---------------- | ---------------- | ---------------- | ---------- | ---------- | --------------- | --------------- | --------------- | ------------------ | ------------------ | ------------------ | ---------- | ---------- | ---------- | ------ | ------ |
| 2012             | Skeid            | 2D               | 18         | 5          | CN              | 0               | 0               | -                  | -                  | -                  | -          | -          | -          | 18     | 5      |
| 2013             | Bærum            | 2D               | 12         | 0          | CN              | 2               | 2               | -                  | -                  | -                  | -          | -          | -          | 18     | 5      |
| gen.-ago. 2014   | Bærum            | 1D               | 0          | 0          | CN              | 2               | 0               | -                  | -                  | -                  | -          | -          | -          | 2      | 0      |
| Totale Bærum     | Totale Bærum     | Totale Bærum     | 12         | 0          |                 | 4               | 2               |                    | -                  | -                  |            | -          | -          | 16     | 2      |
| ago.-dic. 2014   | Grorud           | 2D               | 7          | 0          | CN              | -               | -               | -                  | -                  | -                  | -          | -          | -          | 7      | 0      |
| 2015             | Grorud           | 2D               | 25         | 2          | CN              | 2               | 0               | -                  | -                  | -                  | -          | -          | -          | 27     | 2      |
| 2016             | Grorud           | 2D               | 25         | 1          | CN              | 2               | 0               | -                  | -                  | -                  | -          | -          | -          | 27     | 1      |
| 2017             | Grorud           | 2D               | 24         | 0          | CN              | 2               | 0               | -                  | -                  | -                  | -          | -          | -          | 26     | 0      |
| 2018             | Skeid            | 2D               | 26         | 0          | CN              | 2               | 0               | -                  | -                  | -                  | -          | -          | -          | 28     | 0      |
| 2019             | Skeid            | 1D               | 29         | 1          | CN              | 1               | 0               | -                  | -                  | -                  | -          | -          | -          | 30     | 1      |
| Totale Skeid     | Totale Skeid     | Totale Skeid     | 73         | 6          |                 | 3               | 0               |                    | -                  | -                  |            | -          | -          | 76     | 6      |
| 2020             | KFUM Oslo        | 1D               | 24         | 0          | -               | -               | -               | -                  | -                  | -                  | -          | -          | -          | 24     | 0      |
| 2021             | KFUM Oslo        | 1D               | 27+3       | 1+0        | CN              | 5               | 0               | -                  | -                  | -                  | -          | -          | -          | 35     | 1      |
| 2022             | KFUM Oslo        | 1D               | 13         | 0          | CN              | 3               | 0               | -                  | -                  | -                  | -          | -          | -          | 16     | 0      |
| Totale KFUM Oslo | Totale KFUM Oslo | Totale KFUM Oslo | 64+3       | 1+0        |                 | 8               | 0               |                    | -                  | -                  |            | -          | -          | 75     | 1      |
| 2023             | Ullensaker/Kisa  | 2D               | 23         | 2          | CN              | 3               | 0               | -                  | -                  | -                  | -          | -          | -          | 26     | 2      |
| 2024             | Grorud           | 2D               | 0          | 0          | CN              | 0               | 0               | -                  | -                  | -                  | -          | -          | -          | 0      | 0      |
| Totale Grorud    | Totale Grorud    | Totale Grorud    | 81         | 3          |                 | 6               | 0               |                    | -                  | -                  |            | -          | -          | 87     | 3      |
| Totale           | Totale           | Totale           | 253+3      | 12+0       |                 | 24              | 2               |                    | -                  | -                  |            | -          | -          | 280    | 14     |